# SN 2003ai
SN 2003ai – supernowa typu Ia odkryta 8 lutego 2003 roku w galaktyce IC4062. W momencie odkrycia miała maksymalną jasność 17,00m.